# Кундиське сільське поселення
Кунди́ське сільське поселення (рос. Кундышское сельское поселение) — муніципальне утворення у складі Медведевського району Марій Ел, Росія. Адміністративний центр — селище Силікатний.

## Історія
Станом на 2002 рік Кундиська сільська рада перебувала у складі Йошкар-Олинської міської ради.

## Населення
Населення — 4407 осіб (2019, 5113 у 2010, 5045 у 2002).

## Склад
До складу поселення входять такі населені пункти:
| Населений пункт    | Населення, осіб (2002) | Населення, осіб (2010) |
| ------------------ | ---------------------- | ---------------------- |
| Кундиш, селище     | 18                     | 21                     |
| Силікатний, селище | 1862                   | 1990                   |
| Сурок, селище      | 3165                   | 3102                   |